# Glypta tumor
Glypta tumor là một loài tò vò trong họ Ichneumonidae.